# Archie McEachern
Archie McEachern (* 1873 in Lindsay, Ontario; † 13. Mai 1902 in Atlantic City, New Jersey) war ein kanadischer Bahnradsportler.
Archie McEachern war einer der populärsten Rennfahrer Nordamerikas um die Wende vom 19. zum 20. Jahrhundert. Er gehörte zu der ersten Generation von Sechstagefahrern, die tatsächlich sechs Tage lang 24 Stunden rund um die Uhr allein ein solches Rennen bestritten. 1899 startete er gemeinsam mit Otto Maya beim ersten Sechstagerennen mit Zweier-Mannschaftsfahren im New Yorker Madison Square Garden, und sie belegten den zweiten Platz hinter Charles A. Miller und Frank Waller. Im Jahr darauf wurde er Zweiter gemeinsam mit Burns Wesley Pierce. 1901 gewann er das New Yorker Sechstagerennen im Gespann mit Robert Walthour.
Am 13. Mai 1902 verunglückte McEachern tödlich bei einem Steherrennen auf der Radrennbahn von Atlantic City.
1999 wurde Archie McEachern bei der Wahl zum „Kanadischen Radsportler des Jahrhunderts“ der Zeitschrift Canadian Cyclist auf Platz neun gewählt.